# Бронішево (Кольський повіт)
Бронішево (пол. Broniszewo) — село в Польщі, у гміні Пшедеч Кольського повіту Великопольського воєводства.
Населення — 54 особи (2011).
У 1975-1998 роках село належало до Конінського воєводства.

## Демографія
Демографічна структура станом на 31 березня 2011 року:
|          | Загалом | Допрацездатний вік | Працездатний вік | Постпрацездатний вік |
| -------- | ------- | ------------------ | ---------------- | -------------------- |
| Чоловіки | 24      | 4                  | 16               | 4                    |
| Жінки    | 30      | 9                  | 13               | 8                    |
| Разом    | 54      | 13                 | 29               | 12                   |